# Монктон-Арунделл, Джордж, 6-й виконт Голуэй
Джордж Эдвард Арунделл Монктон-Арунделл, 6-й виконт Голуэй (англ. George Edward Arundell Monckton-Arundell, 6th Viscount Galway; 1 марта 1805 — 6 февраля 1876) — англо-ирландский консервативный политик.

## Происхождение и образование
Джордж Эдвард Арунделл Монктон-Арунделл родился 1 марта 1805 года в Натсфорде, Чешир, Англия. Старший сын Уильяма Джорджа Монктона-Арунделла, 5-го виконта Голуэя (1782—1834), и Кэтрин Элизабет Хэндфилд (? — 1862), дочери капитана Джорджа Хэндфилда и Элизабет Смит.
Он получил образование в школе Харроу и поступил в колледж Крайст-Черч, Оксфорд, в 1824 году, получив степень бакалавра в 1827 году.

## Карьера
2 февраля 1834 года после смерти своего отца Джордж Арунделл Монктон-Арунделл унаследовал титулы 6-го виконта Голуэя (Пэрство Ирландии) и 6-го барона Килларда в графстве Клэр (Пэрство Ирландии).
Член Палаты общин Великобритании от Ист-Ретфорда в 1847—1876 годах. Лорд в ожидании в первом консервативном правительстве графа Дерби в 1852 году.

## Личная жизнь
25 апреля 1838 года в церкви Св. Георгия на Ганновер-сквер, Лондон, лорд Голуэй женился на своей двоюродной сестре Генриетте Мэри Милнс (? — 10 сентября 1891), дочери Роберта Пембертона Милнса и достопочтенной Генриетты Марии Монктон-Арунделл, сестре Ричарда Монктона Милнса, 1-го барона Хоутона. У супругов был один сын:
- Джордж Эдвард Милнс Монктон-Аранделл, 7-й виконт Голуэй (18 ноября 1844 — 7 марта 1931), в 1879 году он женился на Вере Гослинг, единственной дочери Эллиса Гослинга.

Лорд Голуэй скончался от последствий несчастного случая на охоте в феврале 1876 года в возрасте 70 лет в Серлби-холле, и его преемником на посту виконта стал его единственный сын Джордж.